# Saul Zaentz
Saul Zaentz, né le 28 février 1921 à Passaic, dans le New Jersey, et mort le 3 janvier 2014, près de San Francisco, en Californie, est un producteur de cinéma américain.

## Biographie

### Jeunesse
Saul Zaentz est le fils de réfugiés juifs d'Europe de l'Est, issus d'un shtetl situé en Pologne. Il quitte le domicile familial à quinze ans et survit en effectuant de petits boulots. Alors que les États-Unis traversent la Grande Dépression, Zaentz voyage à travers le pays en faisant de l'autostop et en circulant dans des wagons de marchandises,. Durant la Seconde Guerre mondiale, il s'engage dans l'armée et sert sur un navire transport de troupes,. À son retour, il étudie l'élevage d'animaux à l'université Rutgers durant un semestre. Après avoir travaillé quelques semaines dans une ferme, il retourne à l'université et passe deux ans à étudier la gestion d'entreprise.

### Carrière dans l'industrie du disque
Zaentz s'établit à San Francisco en 1950 et travaille pour un distributeur de disques. Il rejoint la côte est afin de travailler avec le producteur et promoteur de concerts Norman Granz, ce qui lui permet d'organiser des concerts pour Duke Ellington et d'autres artistes de jazz. En 1955, il est recruté comme vendeur par le label discographique Fantasy Records avant d'en faire l'acquisition en 1967 avec des associés. Le label connaît le succès grâce au groupe de rock Creedence Clearwater Revival, fondé par John Fogerty. Fantasy rachète les labels de jazz Prestige et Riverside Records, dont le catalogue comprend des artistes renommés comme John Coltrane et Miles Davis.
Au cours des années 1980, John Fogerty est sous contrat avec Warner Bros.. Jugeant les paroles de sa chanson Zanz Kant Danz diffamatoires, Saul Zaentz lui intente un procès, ce qui oblige le chanteur à modifier le titre. Il accuse également Fogerty d'avoir plagié l'un de ses propres morceaux, composé à l'époque de Creedence Clearwater Revival, et dont Fantasy détient les droits, mais est débouté.

### Carrière dans l'industrie du cinéma
À partir des années 1970, Saul Zaentz produit des longs métrages. Trois d'entre eux, Vol au-dessus d'un nid de coucou (1975, coproduit avec Michael Douglas) et Amadeus (1984) de Miloš Forman, ainsi que Le Patient anglais (1996) d'Anthony Minghella, ont remporté l'Oscar du meilleur film. Il reste à l'écart d'Hollywood et établit sa société de production à Berkeley. Sa société obtient en 1976 les droits d'exploitation des œuvres : Le Seigneur des anneaux et Le Hobbit. Une compagnie chargée de la licence  est ainsi fondée : Tolkien Enterprise qui deviendra ensuite Middle-earth Enterprises. 
Le film d'animation Le Seigneur des anneaux (film, 1978) sera produit par Zaentz. 
Contrairement à l'usage, il ne travaille que sur un film à la fois, menant à bien ses productions l'une après l'autre. En 1995, le The New York Times voit en lui « le dernier des grands producteurs du cinéma indépendant » (« the last of the great independent producers »).
En 1994, lors du 5e gala des PGA Awards, Zaentz reçoit le Lifetime Achievement Award de la Producers Guild of America. En 1996, l'association lui remet le Theatrical Motion Picture award pour avoir produit Le Patient anglais. L'année suivante, l'AMPAS décerne au producteur l'Irving G. Thalberg Memorial Award. Il est également distingué par l'Académie britannique des arts de la télévision et du cinéma (BAFTA), qui lui remet en 2003 l'Academy Fellowship Award.

## Films produits
- 1975 : Vol au-dessus d'un nid de coucou (One Flew Over the Cuckoo's Nest) de Miloš Forman
- 1978 : Three Warriors de Kieth Merrill
- 1978 : Le Seigneur des anneaux (The Lord of the Rings) de Ralph Bakshi
- 1984 : Amadeus de Miloš Forman
- 1986 : Mosquito Coast (The Mosquito Coast) de Peter Weir
- 1988 : L'Insoutenable Légèreté de l'être (The Unbearable Lightness of Being) de Philip Kaufman
- 1991 : En liberté dans les champs du seigneur (At Play in the Fields of the Lord) d'Hector Babenco
- 1996 : Le Patient anglais (The English Patient) d'Anthony Minghella
- 2006 : Les Fantômes de Goya (Goya's Ghosts) de Miloš Forman